# Cybermorph
Cybermorph is een computerspel dat werd uitgegeven door Atari Corporation. Het spel kwam op 23 november 1993 uit voor het platform Atari Jaguar. Het spel is een 3D sciencefiction shoot 'em up. Het actiespel omvat vier levels. Er bestaan twee versies van dit spel. Een met 1 Mb en een met 2 Mb. Het verschil zit hem met name in de eind animatie en het aantal stemmen.

## Ontvangst
| Beoordeeld door                 | Datum           | Score |
| ------------------------------- | --------------- | ----- |
| Game Informer Magazine          | december 2000   | 90%   |
| Just Games Retro                | 25 juni 2007    | 87%   |
| Mega Fun                        | januari 1994    | 85%   |
| ST-Computer                     | juni 1994       | 80%   |
| The Atari Times                 | 6 maart 2006    | 75%   |
| myatari                         | januari 2001    | 60%   |
| neXGam                          | 1993            | 54%   |
| Electronic Gaming Monthly (EGM) | februari 1994   | 50%   |
| The Video Game Critic           | 18 oktober 2000 | 25%   |